# Государственная премия Грузинской ССР имени Шота Руставели
Государственная премия имени Шота Руставели (груз. შოთა რუსთაველის სახელობის პრემია) — премия, учреждённая в Грузинской ССР в 1965 году.
Премией награждались люди искусства за высшие достижения в области искусства, литературы и архитектуры. Первыми лауреатами этой премии стали писатель Константин Гамсахурдиа, поэт Ираклий Абашидзе, художник Ладо Гудиашвили, скульптор Элгуджа Амашукели.

## Лауреаты
- Ираклий Абашидзе (1965)
- Тенгиз Абуладзе
- Элгуджа Амашукели (1965)
- Чабуа Амирэджиби
- Елена Ахвледиани
- Микола Бажан
- Константин Гамсахурдиа (1965)
- Ладо Гудиашвили (1965)
- Нодар Думбадзе
- Серго Закариадзе (1971 — посмертно)
- Натела Ианкошвили
- Шота Кавлашвили
- Бидзина Квернадзе
- Серго Кобуладзе
- Мераб Кокочашвили
- Алексей Мачавариани (1971)
- Мухран Мачавариани
- Сулхан Насидзе
- Шота Нишнианидзе (1975)
- Ираклий Очиаури
- Гурам Патарая (1971)
- Нино Рамишвили (1974)
- Корнелий Санадзе
- Роберт Стуруа (1981)
- Арчил Сулакаури
- Илья Сухишвили (1972)
- Тамаз Чиладзе
- Фридон Халваши (1979)
- Гия Канчели (1981)
- Вахтанг Цинцадзе (1987)
- Рамаз Чхиквадзе (1981)
- Давиташвили, Мария Шалвовна (1981)
- Аджиашвили, Джемал (1984)
- Нани Брегвадзе (1998)